# Apstraktna umjetnost
Apstraktna umjetnost je smjer u modernoj likovnoj umjetnosti s početka 20. st.; teži čistoj ekspresiji oblika, linija i boja i tematskoj neodređenosti. 
Od svih stilova moderne umjetnosti, apstrakcija je izazvala najviše otpora kod publike. Dok je svijet još uvijek bio zaokupljen materijalnom egzistencijom i nije imao ni vremena, niti je vidio smisla, za istraživanje čistog duha i emocija, avangardni umjetnici su svojom vidovitošću, nalik znanstvenim vizijama budućnosti (koje su se kasnije pokazale ispravnim), išli ispred publike. Umjetnici se približavaju motivu želeći oslikati njenu bit, a produkt toga su slike kao da su slikane "iznutra". U tom pokušaju umjetnik se udaljava od predmetnih motiva i ostaju mu samo čiste likovne vrijednosti (linija, boja, obris, kompozicija, itd.). Slika je postala pokazatelj unutarnjeg stanja duha i duše i ne "predstavlja" ništa (ne teži tome da izigrava bilo što iz opipljiva svijeta).
Apstrakcija nije nešto neprirodno, tako npr. mikroskopske slike ne nalikuju ničemu stvarnom što u prirodi možemo vidjeti golim okom, te se doimaju „apstraktnima” iako prikazuju najkonkretniju stvarnost, samu materiju. Neke fotografije iz zraka, ili još više satelitske snimke, toliko nalikuju apstraktnim slikama da bismo ih mogli međusobno zamijeniti. Neke apstraktne slike su čak izrazile osjećaj bestežinskog stanja, jer na njima ne postoji više „gore” i „dolje” (što im je javnost najviše zamjerila), desetljećima prije nego što su ga astronauti doživjeli u svemiru. I kao što priroda stvara nepravilne, krivudave i zavojite oblike, osobito u organskim tvarima, te pravilne, geometrijske, kristalične oblike, posebno među mineralima, tako se i dvije glavne struje apstraktnog slikarstva, prema njihovim vizualnim osobinama naziva: organičkom i geometrijskom apstrakcijom.

## Povijest razvitka

### Apstraktna umjetnost prve polovice 20. stoljeća
Iako se neki elementi apstrakcije daju naslutiti kod Paula Cézannea, Georgesa Seurata, Claudea Moneta, Henrija Matissea i fovista, prvu apstraktnu sliku naslikao je Vasilij Kandinski 1910. god.
Apstraktno slikarstvo se javlja kao proizvod smjelih kubističkih istraživanja u djelima rusa Vasilija Kandinskog oko 1910. god., a traje, u raznim oblicima, sve do današnjih dana. Kandinski je slikao svoje slike kao da pravi glazbene kompozicije, te ih tako i naziva – impresijama, fugama, improvizacijama ili doslovno kompozicijama. To su improvizacije (prepuštene samo mašti i osjećajima) eksplozivnih i turbulentnih kompozicija boja i poteza. Njegove slike apsolutno su bezpredmetne (engl. non-objective art), dakle – apstraktne. Kandinski je napisao i jedno od temeljnih djela o apstraktnom slikarstvu, O duhovnom u umjetnosti (München, 1911.). Njegova prva djela su bila izrazito „organička apstrakcija”, a kasnije prelazi na „geometrijsku apstrakciju” (najvjerojatnije zbog utjecaja njemačke škole dizajna Bauhaus gdje je predavao slikarstvo).
Apstraktne tendencije se javljaju i kod talijanskih futurista Giacomo Balle i Umberta Boccionia, ruskih slikara M. F. Larinova i N. S. Gončarova (rajonizam), te Čeha F. Kupke (muzikalizam) i francuskih slikara Roberta i Sonje Delaunaya (orfizam). Pod utjecajem orfizma M. Russel i S. Mackdonald Wright osnivaju sinkronizam. 
Istovremeno kad se u raznim europskim središtima osjeća avangardno kretanje, ono se, i to najekstremnije, javlja i u Rusiji. Brojni se umjetnici koji tada djeluju žele svojim idejama pridružiti revoluciji koja ih kasnije odbacuje jer u umjetnosti traže prvenstveno propagandu. Geometrijsku apstrakciju začeo je Kazimir Maljevič, a slika koja najodlučnije prekida s tradicijom je njegov Crni kvadrat na bijelom polju (1913.) kojim iskazuje da je kontrast osnova umjetnosti, a za sliku je dovoljan jedan likovni element koji je naglašen iščišćen od ostalih. Godine 1915. objavljuje manifest Od kubizma do suprematizma u kojemu se zauzima za prevlast (supremaciju) čistog osjećaja u umjetnosti. Nastoji dosegnuti savršen sklad oblika i boja nepredmetnim slikama, kompozicijama crta i osnovnih geometrijskih oblika: kvadrata, kružnice i trokuta. Jednostavno, definirao je „suprematizam” kao vrhunac, izvanrednost umjetnosti u apstrakciji. Maljevič zastupa purističko stajalište i krajnji minimalizam u likovnom izrazu, što se vidi iz njegove najsmjelije slike, Bijeli kvadrat na bijelom polju. Suprematizam je bila prva škola apstraktnog slikarstva, po kojoj kipar Vladimir Tatljin osniva konstruktivizam, dok Aleksandar Rodčenko stvara non-objektivizam. 
U Nizozemskoj, nasuprot ratnom pustošenju Prvog svjetskog rata, Piet Mondrian i Theo van Doesburg se oslanjaju na razum, geometriju i matematiku, te teže krajnjoj jednostavnosti. Oni od prirodnog motiva dolazi do apstraktne kompozicije koju dosljedno razvija do čiste geometrijske apstrakcije, poznate pod nazivom „neoplasticizam” (ili De Stijl, po nazivu nizozemskog časopisa koji je propagirao nove ideje). Ova koncepcija konstruktivne umjetnosti znatno je utjecala na Bauhaus, te moderni dizajn i arhitekturu uopće. Konstrukcije Mondrianovih slika svode se na odnose ravnih crnih crta i pravokutne plohe s trima osnovnim bojama (crvenom, žutom i plavom). On je majstor nesimetrične ravnoteže, a strogost njegova plošnog slikarstva isključuje svaku vezu sa stvarnošću i prostornošću, pogotovo sa subjektivizmom ekspresionizma.
Tijekom 1920-tih artikulirali su se svi bitni pravci apstraktne umjetnosti koji će se razvijati do sredine 1940-tih. Umjetnosti Kandinskoga i Mondriana pridružuju se Paul Klee i J. Itten, Joseph Albers, ruski konstruktivisti Naum Gabo, El Lissitzky i dr.

### Apstraktna umjetnost druge polovice 20. stoljeća
Nakon Drugog svjetskog rata apstraktno slikarstvo se simultano razvija i u Europi, i u SAD-u, gdje se javlja osobita struja - apstraktni ekspresionizam slikara Jacksona Pollocka. Dok je apstraktna umjetnost u prvoj polovici 20. stoljeća važila za provokativan i avangardan pravac, u drugoj polovici je postala dominantnim oblikom umjetnosti koji se proširio širom svijeta u mnogim oblicima i pravcima.
Apstraktni ekspresionizam je moderni stilski pravac američkog apstraktnog slikarstva koji se razvio u New Yorku 1940-ih godina, a tijekom 1950-ih se afirmirao kao dominantan umjetnički smjer u SAD-u i u Europi. Apstraktni ekspresionisti su razvijali nadrealističku metodu automatizma, što ih je dovelo do gestualne aktivnosti koja izmiče razumskoj kontroli. Tako naslikana slika nije prikaz nekog sadržaja nego polje slikarova tijela koje ostavlja trag, a trag postaje sadržaj - djelo. Slika je zapis automatizirane kretnje, intervencije koju proizvodi umjetnik, a on to može činiti kistom, prolijevanjem boje iz kantice ili prskanjem boje četkom (dripping), pri čemu nastaje neobuzdan, spontani kovitlac gestualnih tragova, a središte slike se gubi i ona curi ravnomjerno preko svojih rubova na sve strane. Najvažniji slikar ovoga pravca je Jackson Pollock (1912. – 1956.), a u Europi se javlja kao tašizam, gdje je naglasak na slikanje mrljama (fr. taches). Informel (fr. art informel, tj. „neformalna umjetnost”) je vrsta apstraktnog slikarstva koji odbacuje klasični oblik i sastav slike. 
Op art (skr. za „optička umjetnost”) je umjetnički pravac apstraktne umjetnosti koji je nastao i razvijao se krajem 50-ih i početkom 60-ih godina 20. stoljeća.
Naziv je prvi put korišten 1964. godine na pripremama za izložbu The Responsive Eye u Muzeju umjetnosti u New Yorku, a ime je nastalo kako bi se razlikovalo, ali i podjsećalo na drugi pravac koji se istovremeno razvija u suvremenoj umjetnosti, pop art. Autori djela op arta koriste poznavanje geometrije i optike. Trude se da pomoću vrlo često samo crno bjelih geometrijskih obrazaca i plošnih formi dosegnu optičke iluzije i utisak pokreta ili nestabilnosti u svojim djelima.
Minimalizam, umjetnički pokret koji odbacuje komentiranje društva i osobni izraz umjetnika i temelji se isključivo na stvaranju predmeta, slika i kipova čija je vrijednost isključivo estetskog karaktera, se također može smatrati krajnjim oblikom apstrakcije.

## Galerija
- Henry Moore, Ležeća figura u dva dijela br. 5, 1963.-64., bronca, Kenwood House, London.
- Henry Moore, Dvije velike forme, 1979., bronca, Bonn, Njemačka.
- Naum Gabo, Kompozicija, Roterdam, Nizozemska.
- Barbara Hepworth, Dvije forme - podijeljen krug, 1969.
- Barbara Hepworth, Apstraktna skulptura ispred Churchill sveučilišta, autor fotografije: w:User:Dmn
- Alexander Calder, Njihalo s crvenim diskom, 1973.,  Stuttgart- Öffentlicher Platz.
- David Smith, Kubusi VI. ispred Izraelskog muzeja, 1963, Jeruzalem.

## Vanjske poveznice
- Znanstvena istraga u modernoj umjetnosti.
- Kronologija likovne umjetnosti prve trećine 20. st.